# 하나님의 손
하나님의 손(the hand of God)이란 신인동형동성설(神人同形同性說)의 표현이다. 주로 구약성서에서 나타나는 표현으로 하나님의 능력이나 하나님의 돌보심 혹은 하나님의 섭리와 같은 것들을 의인화한 것이다.

## 구약성서
하나님의 손은 구원, 도움, 보호, 그리고 섭리의 손으로 사용되었다.

### 1. 구원의 손
- 이사야 63:12 그 영광의 팔을 모세의 오른손과 함께 하시며 그 이름을 영영케 하려 하사 그들 앞에서 물로 갈라지게 하시고.

하나님의 능력이 하나님의 손으로 표현되었다.

### 2. 도움의 손
- 역대하 30:12 하나님의 손이 또한 유다 사람들을 감동시키사 그들에게 왕과 방백들이 여호와의 말씀대로 전한 명령을 한 마음으로 준행하게 하셨더라. 도움을 주는 손으로 표현되었다.

### 3. 보호의 손
- 삼상 7:13 이에 블레셋 사람들이 굴복하여 다시는 이스라엘 지역 안에 들어오지 못하였으며 여호와의 손이 사무엘이 사는 날 동안에 블레셋 사람을 막으시매. 하나님의 백성을 보호하는 표현으로 사용되었다.

### 4.섭리의 손
- 하나님의 백성들의 삶을 인도하는 의미로서 하나님의 섭리를 표현할 때도 사용되었다.

## 70인 성경
70인역본은  히브리어 성경(구약) 신인동형론적 표현을 배제하고 있다. 여호수아 4:24의 "여호와의 손"을 "여호와의 능력"으로 번역하였다.